# Mount Wilson (California)

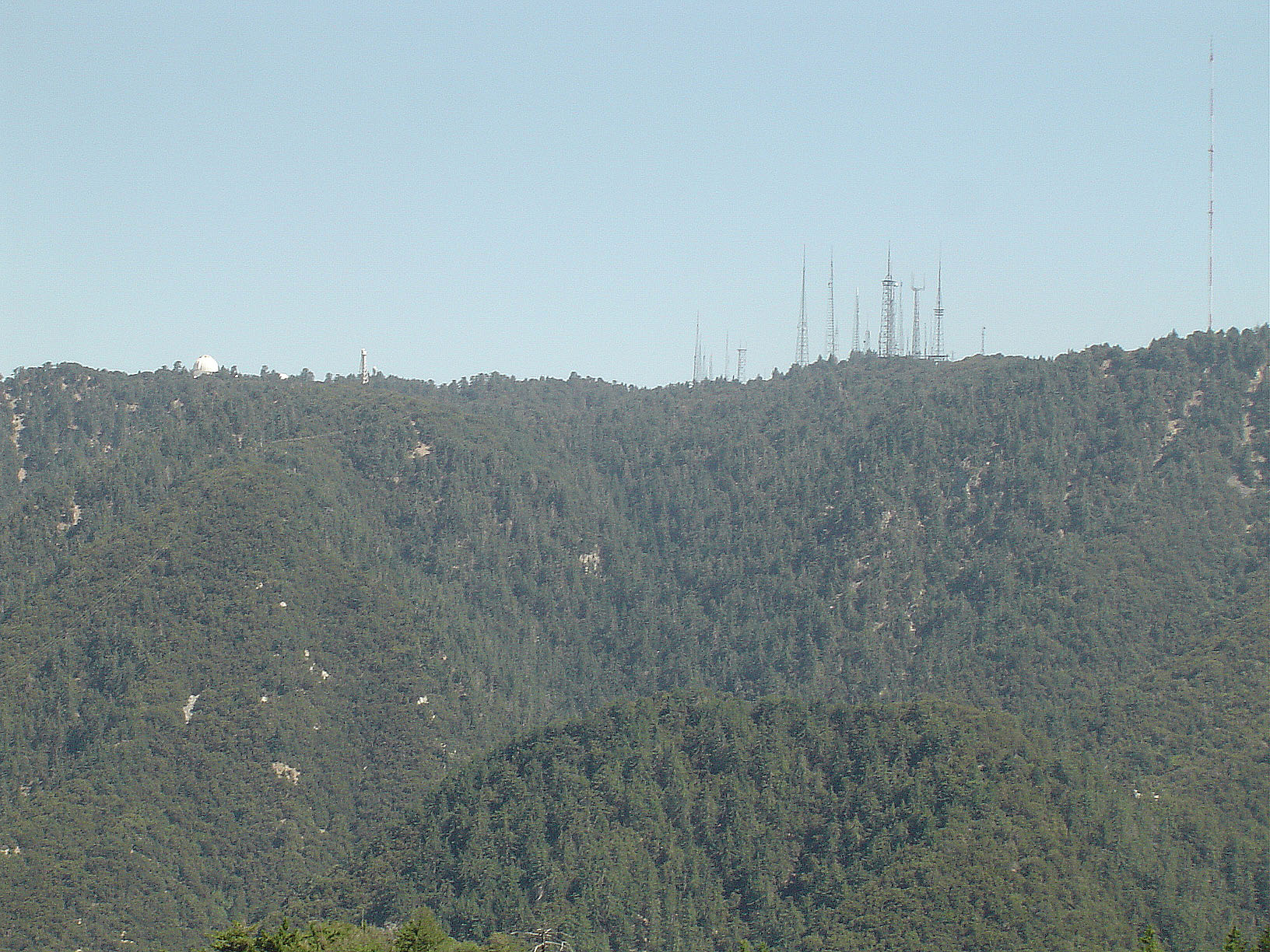
Mount Wilson (California)

Muntele Wilson este unul dintre vârfurile cele mai bine cunoscute din  Munții San Gabriel, situat în comitatul Los Angeles, statul California, SUA. Pe Muntele Wilson se afă un observator astronomic, vârful muntelui a devenit centru astronomic al Californiei de Sud.
Piscul are altitudinea de 1.741 m deasupra n.m..